# Calmar de Joubin
Joubiniteuthis portieri
Famille
Genre
Espèce
Statut de conservation UICN

 LC  : Préoccupation mineure
Le calmar de Joubin (Joubiniteuthis portieri) est la seule espèce du genre monotypique Joubiniteuthis, de la famille Joubiniteuthidae.
On le trouve dans l'océan Atlantique, l'océan Pacifique et dans de rares cas, l'océan Indien. L'espèce est nommée en hommage à Louis Joubin, un zoologiste français. Son manteau atteint 9 cm de longueur.